# Parciaki
Parciaki (kurp. Parćåky) – wieś w Polsce położona w województwie mazowieckim, w powiecie przasnyskim, w gminie Jednorożec. Wieś ma status sołectwa. Leży w Puszczy Zielonej.
W skład sołectwa Parciaki wchodzi także osada Parciaki-Stacja.

## Wiadomości ogólne

### Nazwa
Nazwa wsi pochodzi od ubrania z partu, grubego płótna konopnego albo lnianego. Nosili je mieszkańcy wsi. Możliwe, że nazwa wsi to określenie miejsca, w którym mieszkali Parciaki, ludzie o takim nazwisku. Przetrwało we wsi do dziś i licznie występuje.

### Zmiany administracyjne
Do 1795 Parciaki były wsią puszczańską w starostwie przasnyskim, ziemi ciechanowskiej i województwie mazowieckim. Z III rozbiorem trafiły do Prus Nowowschodnich (departament płocki, powiat przasnyski). Odtąd stanowiły dobra rządowe. Po powstaniu Księstwa Warszawskiego Parciaki były częścią departamentu płockiego i powiatu przasnyskiego. W Królestwie Polskim włączono je do województwa płockiego, obwodu przasnyskiego i powiatu przasnyskiego. W 1837 województwa przemianowano na gubernie, w 1842 obwody na powiaty, a powiaty na okręgi sądowe. Od 1867 Parciaki znalazły się w gminie Jednorożec, powiecie przasnyskim i guberni płockiej. Od 1919 wieś należała do powiatu przasnyskiego w województwie warszawskim. W 1933 w obrębie gmin wprowadzono podział na gromady. Parciaki ze stacją kolejową i tartakiem tworzyły gromadę Parciaki. Z dniem 1 listopada 1939 do III Rzeszy wcielono północną część województwa warszawskiego, w tym powiat przasnyski i wieś Parciaki jako część Rejencji Ciechanowskiej w prowincji Prusy Wschodnie. Gdy w 1944 przywrócono przedwojenną administrację, Parciaki należały do powiatu przasnyskiego i województwa warszawskiego. W 1954 zlikwidowano gminy i zastąpiono je gromadami. Wieś należała i była siedzibą gromady Parciaki. W 1973 przywrócono istnienie gminy Jednorożec, do której ponownie należały Parciaki. W latach 1975–1998 miejscowość administracyjnie należała do województwa ostrołęckiego. Od 1999 Parciaki znajdują się w gminie Jednorożec w powiecie przasnyskim i województwie mazowieckim.

### Części wsi
W użyciu są nazwy miejscowe określające części wsi, np. Gontarka (Gątarka), Kocenki, Nisztalki, Zapola, Szkopnik.
| SIMC    | Nazwa     | Rodzaj     |
| ------- | --------- | ---------- |
| 0510793 | Gątarka   | przysiółek |
| 0510801 | Kocenki   | kolonia    |
| 0510818 | Nisztalki | kolonia    |
| 0510853 | Zapola    | kolonia    |

## Historia

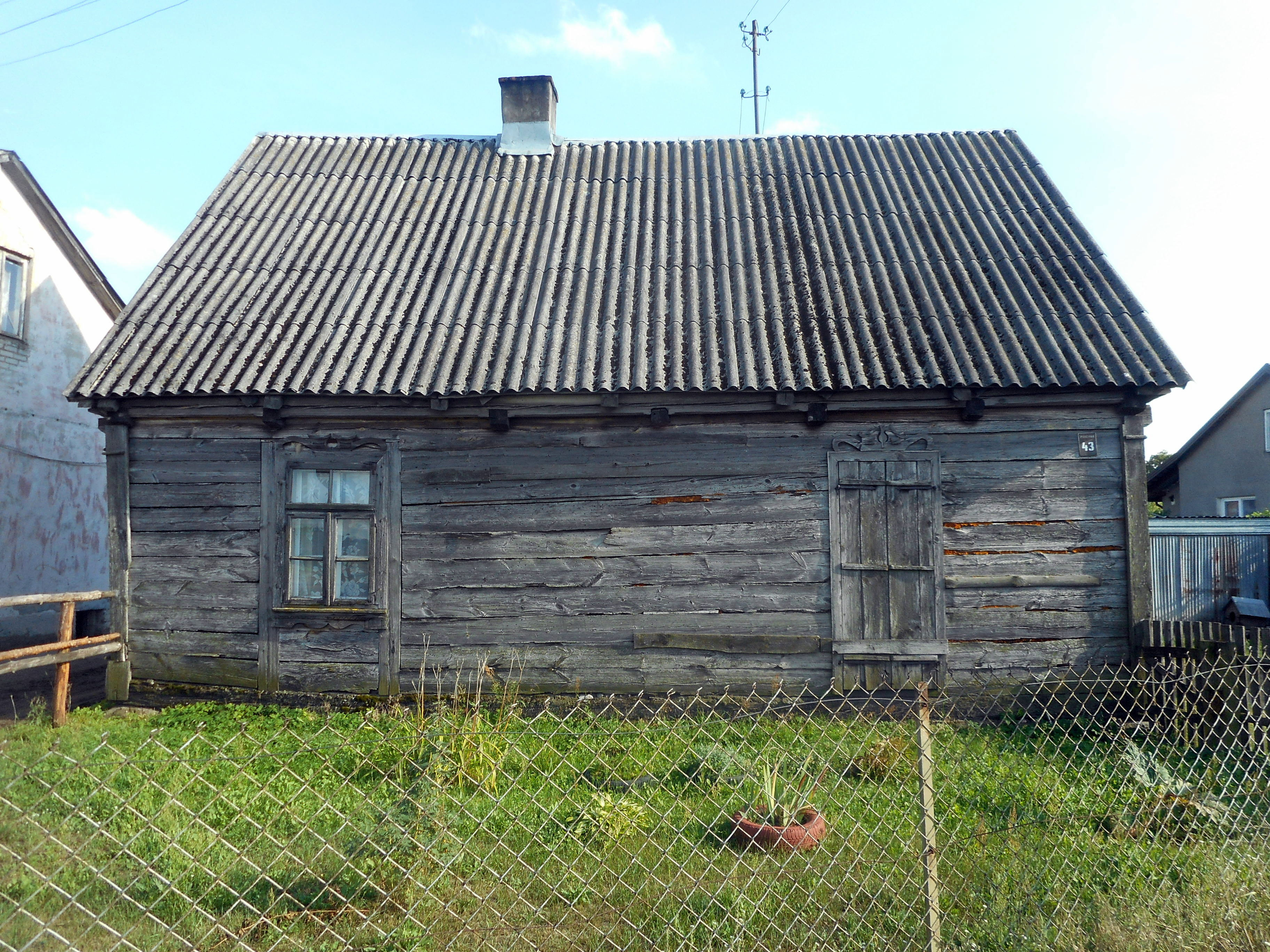
Jedna z kurpiowskich chat w Parciakach

Parciaki powstały zapewne w II połowie XVII wieku. W zachowanych od 1695 aktach metrykalnych parafii Chorzele notujemy chrzty, małżeństwa i zgony z Parciak. Wieś należała do starostwa przasnyskiego. 14 grudnia 1762 Angela Humięcka scedowała na Kazimierza Krasińskiego i jego żonę Eustachię z Potockich starostwo przasnyskie, wójtostwo przasnyskie i dzierżawę w Dobrzankowie. Starostwo obejmowało m.in. wieś Parciaki. Wcześniej, przed zmarłym mężem Humięckiej, Stanisławem Antonim Krasińskim, starostwo od 1663 należało do Jana Błażeja Krasińskiego.

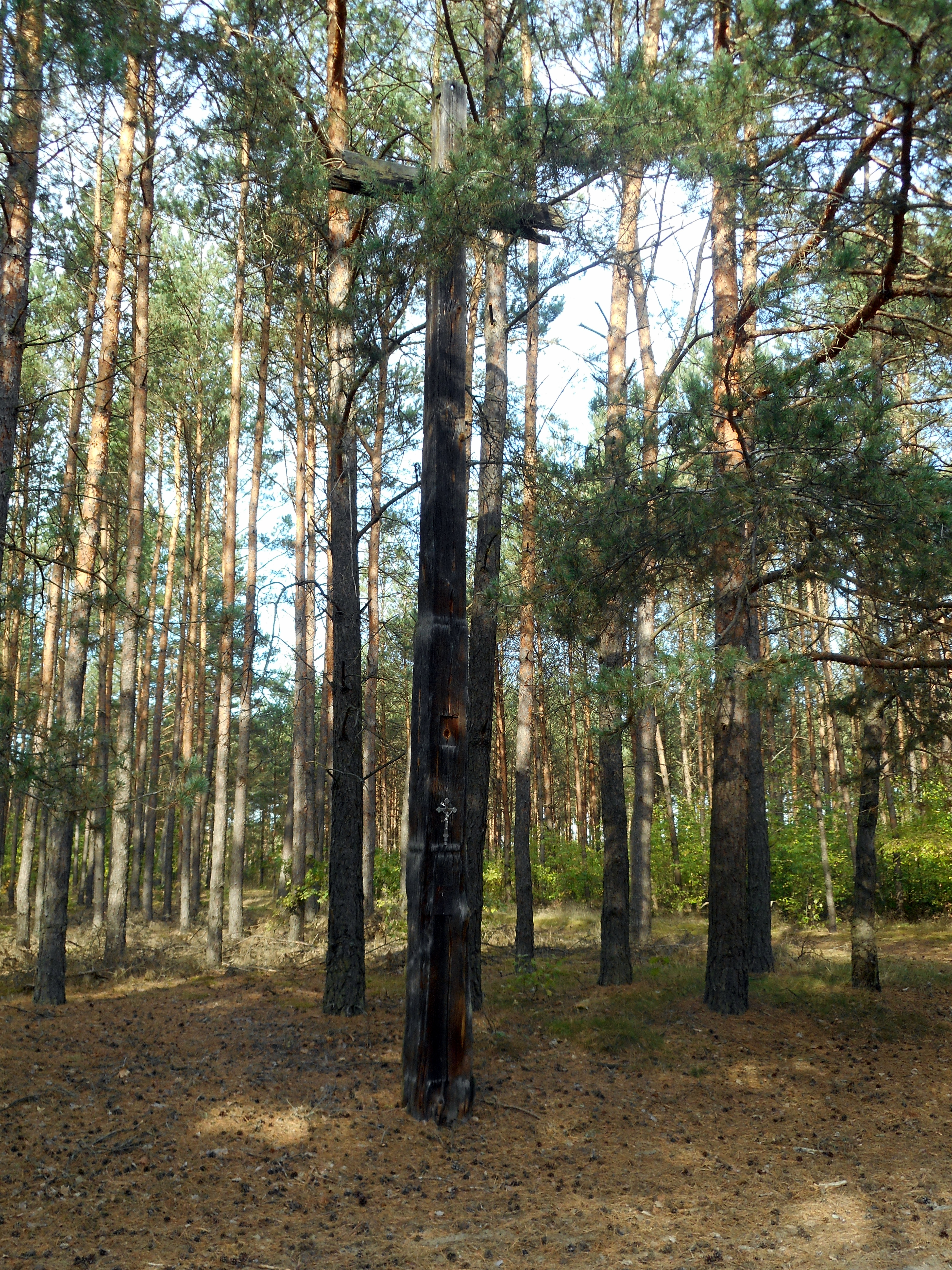
Drewniany krzyż z XIX wieku

Lustracja dóbr królewskich z 1764 podaje, że choć liczba rodzin w Jednorożcu, Olszewce i Parciakach powiększała się, to gromada wiejska (trzy wsie) nadal oddawała staroście bartnemu 40 rączek miodu tak jak dawniej sam Jednorożec. W lustracji podkreślono, że w borach puszczy przasnyskiej znaczna znajduje się borów dezolacyja, iż ci poddani wiele z boru pola wyrobili. Zapisano również: Z Parciaków poddani podszywają się pod prawo bartnickie. To oznacza, że mieszkańcy Parciak bezprawnie korzystali z prawa bartnego przysługującego Jednorożcowi i karczowali bory pod zasiedlenie. Wieś zasiedlili zapewne chłopi uciekający przed pańszczyzną, może zubożali szlachcice. Niektórzy zajęli się bartnictwem i wraz ze społecznością Jednorożca i Olszewki płacili daninę miodową. Jednocześnie zajmowali się rolnictwem.
Bartnikom król nadawał przywileje, których kopie otrzymywali. W 1766 potwierdzenie przywilejów dla Jednorożca, Parciak i Olszewki oblatowano w aktach ziemskich przasnyskich. Delegatami, którzy zanieści przywileje do oblatowania, byli bartnicy Jan Prusik z Olszewki, Adam Berk z Parciak i Maciej Bakuła z Jednorożca. Oblatowano przywilej starosty przasnyskiego Zygmunta Niszczyckiego z 1616 oraz przywileje królewskie, które nadali Michał Korybut Wiśniowiecki w 1671, August II Sas w 1700, August III w 1748 i Stanisław August Poniatowski w 1766.
W zachowanej księdze bartnej zachodniej Kurpiowszczyzny (1710–1760) podane są nazwiska wójtów Parciak. Byli to (w nawiasie okres, w którym urzędowała osoba): Józef Berk (1728) i Mikołaj Berk (1733–1757). Powtarzalność nazwisk sugeruje, że funkcję przekazywano w obrębie rodzin.
Na przełomie 1769 i 1770 w rejonie wsi Olszewka, Rachujka, Zaręby, Brodowe Łąki i Parciaki koncentrowała się partia Józefa Sawy-Calińskiego.

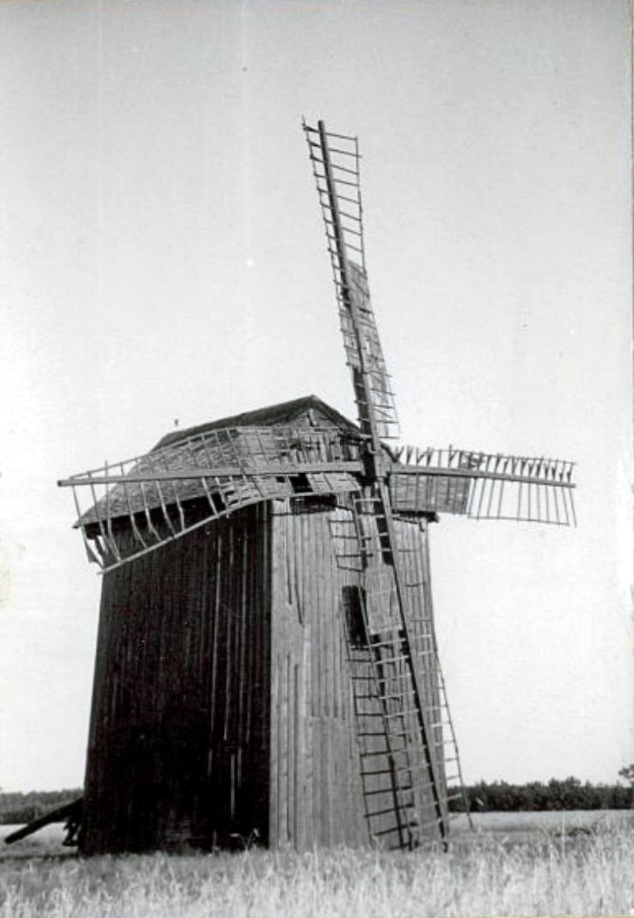
Wiatrak w Parciakach (1954)

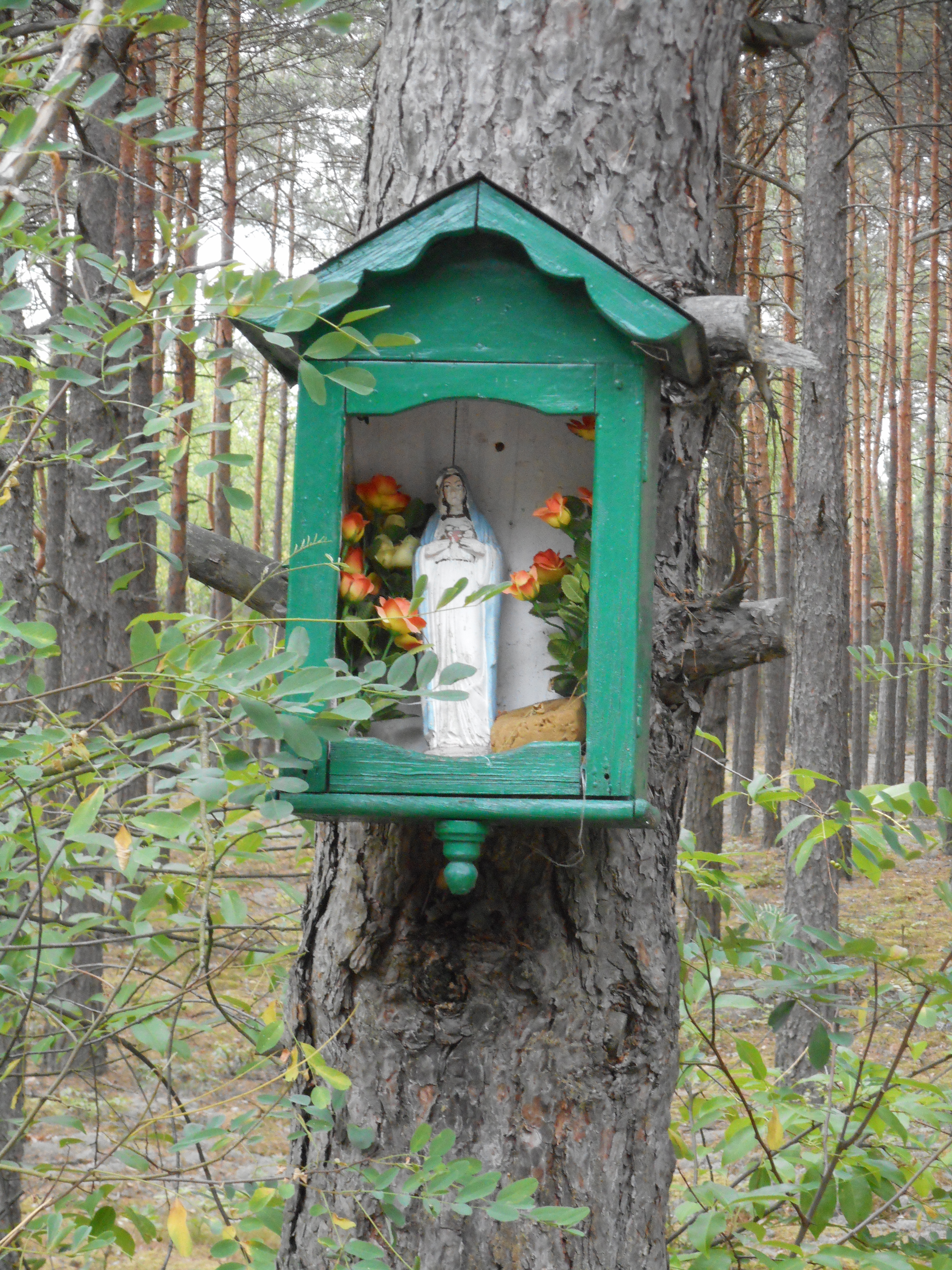
Kapliczka skrzynkowa

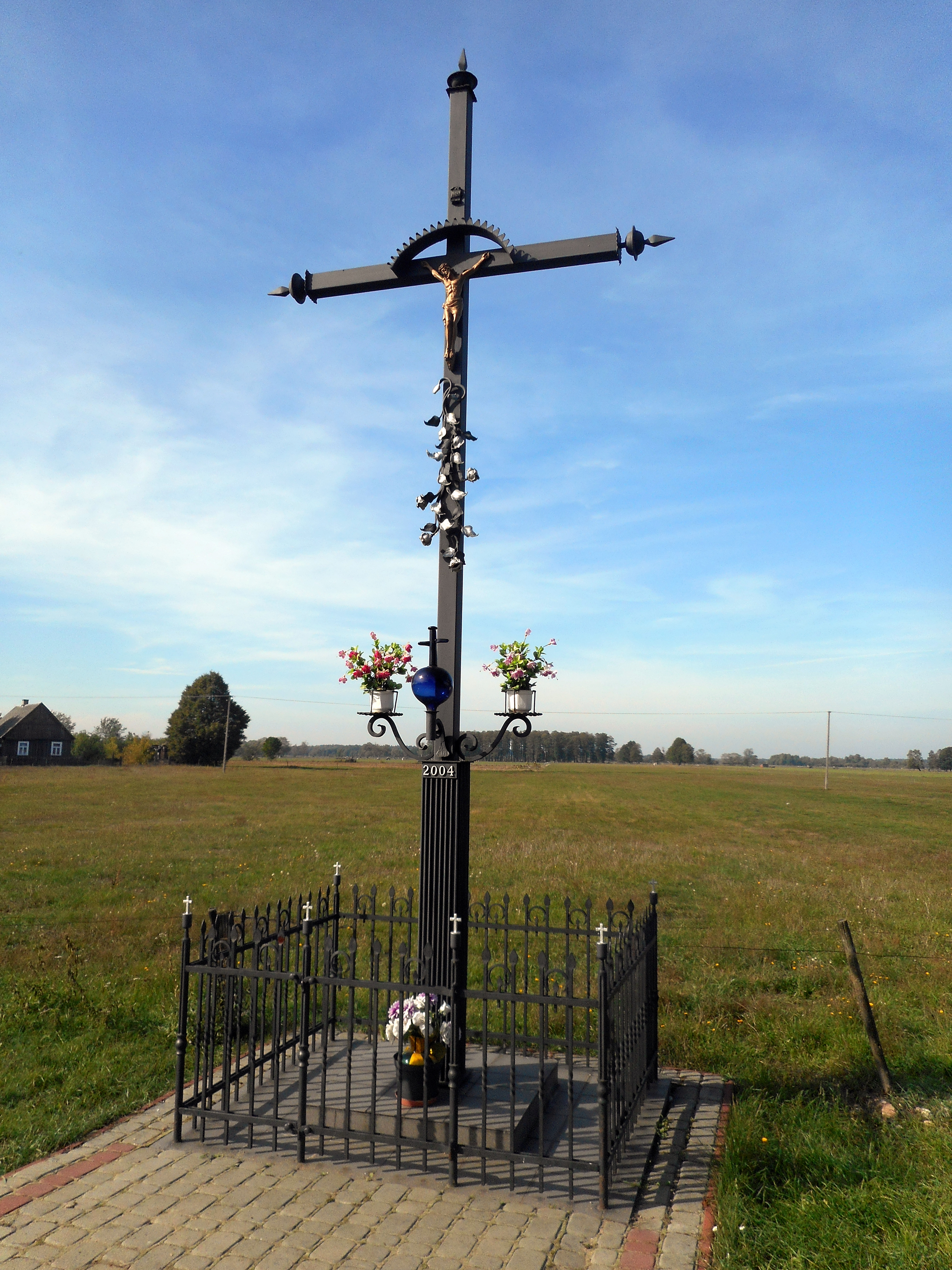
Krzyż z 2004 na miejscu drewnianego z 1866

W lustracji z 1789 zapisano, że w Parciakach żyło 22 gospodarzy na półwłóczkach, ćwierciach i półćwierciach (...) gruntu piaszczystego i błotnistego. We wsi mieszkali 3 ludzie luźni. Mieszkańcy Parciak odrabiali pańszczyznę w wyznaczonych folwarkach w starostwie przasnyskim (75 dni pieszych w czasie żniw i 15 podwód rocznice). Płacili czynsz (63 złote polskie i 10 groszy) i zagonowe (145 złotych polskich i 0,5 grosza). Pańszczyzna i czynsz miały łącznie wartość 127 złotych polskich i 5 groszy. Ze wsi Olszewka, Parciaki, Żelazna, Poścień, Pruskołęka i Rachujka płacono łącznie arendę karczemną. Łącznie dochody starostwa przasnyskiego ze wsi Parciaki wynosiły 335 złotych polskich, 26 groszy i 4 denary. W lustracji zapisano też, że gospodarze z Parciak użytkowali łąkę Dziadek w Olszewce. Zyski z niej osiągnięte przeznaczano dla starostwa. Poza tym mieszkańcy Rzodkiewnicy sąsiadującej z Parciakami, a należącej do Zielińskich, narzekali, że Parciaki im chcą przywłaszczać i zabierać łąki.
23 września 1778 biskup płocki Michał Jerzy Poniatowski wydał w Pułtusku akt erygowania parafii Baranowo. Włączył do niej m.in. wieś Parciaki, wydzielając ją z parafii Chorzele. W 1802 sołtysem wsi był Antoni Prusik. W 1815 we wsi istniały 33 domy, które zamieszkiwało 213 osób (106 mężczyzn i 107 kobiet). W 1816 w pobliżu wsi otwarto kopalnię bursztynu. Z 1817 pochodzi notatka, że w szkole parafialnej w Olszewce, która mieściła się w domu prywatnym, uczyły się dzieci m.in. z Parciak, mimo że nie była to wieś należąca do parafii chorzelskiej jak Olszewka. W 1848 Parciaki były najludniejszą wsią w parafii Baranowo. Liczyły 275 mieszkańców (134 mężczyzn i 141 kobiet) w 38 domach.
Po 1864 przeprowadzono uwłaszczenie. W Słowniku geograficznym Królestwa Polskiego i innych krajów słowiańskich wydanym w 1886 czytamy, że wieś liczyła 43 domy, 315 mieszkańców, 960 mórg gruntu użytecznego i 520 mórg nieużytków. W okolicy handlowali Żydzi. Z 1880 mamy relację o handlarzu drzewem Moszku Kupfernmüntzu.

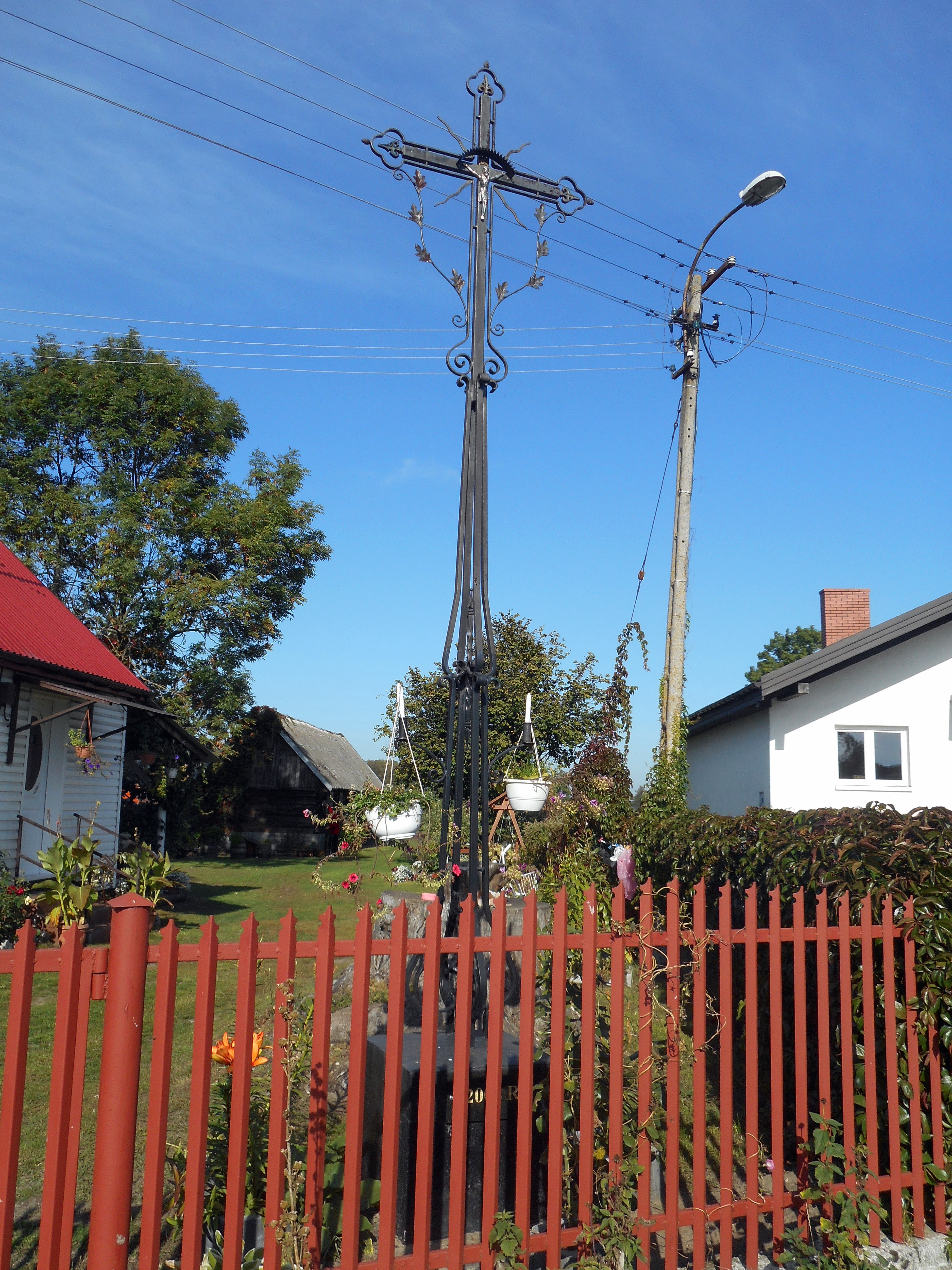
Krzyż z 2008

W 1905 do wsi sprowadzono drewniany kościół z Czarni. W Parciakach składano go do 1912. W 1907 Parciaki stały się filią parafii Baranowo, a do 1912 samodzielną parafią.
Według mapy z 1914 we wsi były 44 domy. W czasie I wojny światowej w pobliżu Parciak stał front wschodni. W 1915 stacjonowały tu wojska niemieckie. W lesie koło wsi powstał pomnik Paula von Hindenburga. We wsi po przejściu frontu założono 2 cmentarze. Jeden z nich przetrwał w granicach cmentarza parafialnego.
W 1915 Niemcy zbudowali kolejkę wąskotorową, a następnie normalnotorową na trasie Ostrołęka–Chorzele. Jedną ze stacji wyznaczono w Parciakach. Doprowadziło to do powstania nowej osady.
W marcu 1916 w Parciakach otwarto przytułek dla 30 dzieci. Powstała też ochronka z utrzymaniem. W maju 1916 do ochronki przychodziło 80 dzieci.
Według spisu powszechnego z 1921 we wsi istniało 76 domów, w których mieszkało 416 osób (194 mężczyzn i 222 kobiety). Szkoła była jednoklasowa. W roku szkolnym 1925/1926 w jednej wynajętej sali o powierzchni 20 m² uczyło się 43 dzieci. W roku szkolnym 1930/1931 jedną własną salą lekcyjną o powierzchni 62 m², w której uczyło się 60 dzieci. Pracował tu jeden nauczyciel, w roku szkolnym 1938/1939 nauczyciel i nauczycielka.
Istniały dwa sklepy prowadzone przez Polaków i dwa prowadzone przez Żydów. Na początku lat 30. XX wieku liczba domów wynosiła 52. W 1933 we wsi powstawiono wiatrak koźlak przeniesiony z Krasnosielca. W 1937 we wsi było 80 gospodarstw. Ziemia orna rozciągała się na powierzchni 250 ha, łąki, bagna i zarośla obejmowały 600 ha, a obszar lotnych piasków 400 ha. Do II wojny światowej nie dokończono komasacji gruntów. Działało kółko rolnicze. W 1936 planowano włączenie rolników z Parciak do spółdzielni mleczarskiej „Zrozumienie” w Zawadach. W 1929 we wsi powstała jednostka Ochotniczej Straży Pożarnej.
W latach 30. XX wieku ks. Władysław Skierkowski prowadził we wsi badania etnograficzne na temat kultury Kurpiów Zielonych. Mieszkańcy innych wiosek nazywali Kurpiów z Parciak pyciami.
Na dzień 1 września 1939 we wsi mieszkały 662 osoby. W dniu 1 stycznia 1945 liczebność mieszkańców określono na 735 osób.
W czasie II wojny światowej w Parciakach aktywny był ruch oporu. W 1943 w ramach Ośrodka II „Liwiec” w Jednorożcu z siedzibą w Małowidzu powstał Pluton V Parciaki. Dowódcą jednostki Armii Krajowej z Parciak był Stanisław Berg.
W 1947 we wsi istniała szkoła pierwszego stopnia. Zorganizowano ją w organistówce i prywatnych domach. Nową murowaną szkołę oddano do użytku w 1971. W roku szkolnym 1973/1974 ośmioklasowa szkoła w Parciakach kształciła 262 osoby.
W 1947 wieś zajmowała powierzchnię 538,99 ha i liczyła 732 osób. W 1954 w Cechu Rzemiosł Różnych w Przasnyszu zarejestrowany był kowal Józef Prusik z Parciak. W latach 1965–1990 we wsi działał Klub Prasy i Książki „Ruch”, a od 1966 kółko rolnicze. Od 1968 funkcjonowało koło gospodyń wiejskich, które prowadziło kursy gotowania i szycia. Przy KGW działał zespół kurpiowski. W 1973 sołtysem był Henryk Berk, w latach 1977–1981 Czesław Mierzejewski, w latach 1984–1987 Henryk Fąk, a w latach 1987–1900 ponownie Henryk Berk.

## Współcześnie
W 2002 w Parciakach było 269 gospodarstw domowych. Na dzień 25 listopada 2011 we wsi notowano 568 osób: 278 kobiet i 290 mężczyzn. Na dzień 31 grudnia 2014 wieś zamieszkiwało 125 osób w wieku przedprodukcyjnym, 338 w wieku produkcyjnym i 108 w wieku poprodukcyjnym, łącznie 571 osób.
Miejscowość jest siedzibą parafii rzymskokatolickiej św. Stanisława, należącej do metropolii białostockiej, diecezji łomżyńskiej, dekanatu Chorzele.
Od 2014 istnieje Publiczna Szkoła Podstawowa Żelazna Rządowa–Parciaki z siedzibą w Parciakach powstała z połączenia dwóch placówek w sąsiednich wsiach. W budynku w Parciakach uczą się dzieci i młodzież z klas IV–VIII. Tu też jest sekretariat szkoły. W szkole funkcjonuje filia Gminnej Biblioteki Publicznej w Jednorożcu. W Parciakach działa Stowarzyszenie „Sąsiedzi”. We wsi istnieje agencja pocztowa, kilka sklepów i stacja autogazu.
W 2019 Stowarzyszenie „Przyjaciele Ziemi Jednorożeckiej” przygotowało i zainstalowało w Parciakach wystawę plenerową Parafia Parciaki w fotografii.
Zachowały się drewniane domy budowane zgodnie z wzorcami Kurpiów Zielonych. Niektóre pochodzą z okresu międzywojennego. W granicach administracyjnych Parciak znajduje się kilkadziesiąt przykładów małej architektury sakralnej: krzyży przydrożnych, kapliczek i figur.
Parciaki są wsią kurpiowską.